# Pfarrkirche Trattenbach

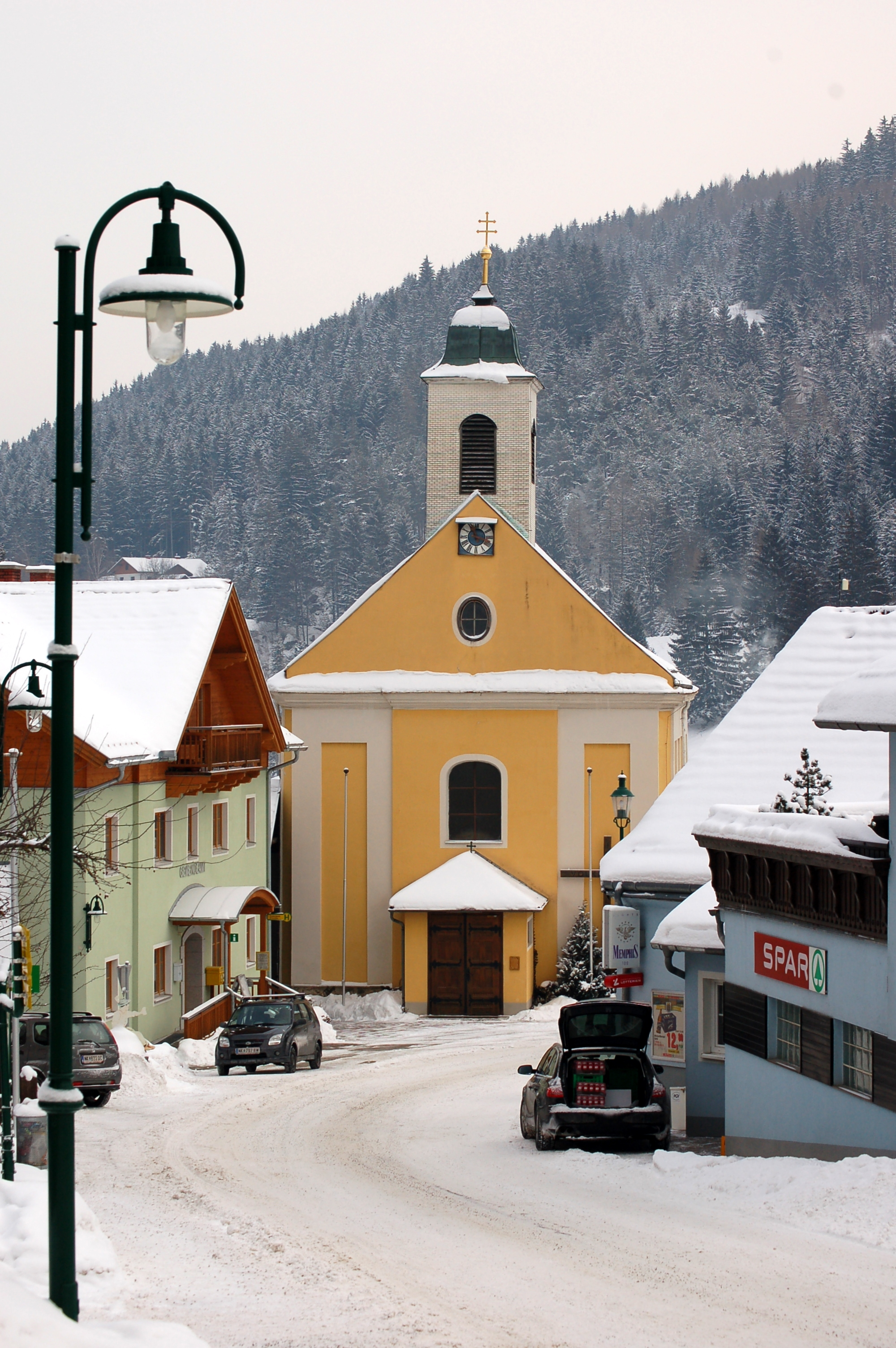
Katholische Pfarrkirche hl. Dreifaltigkeit in Trattenbach

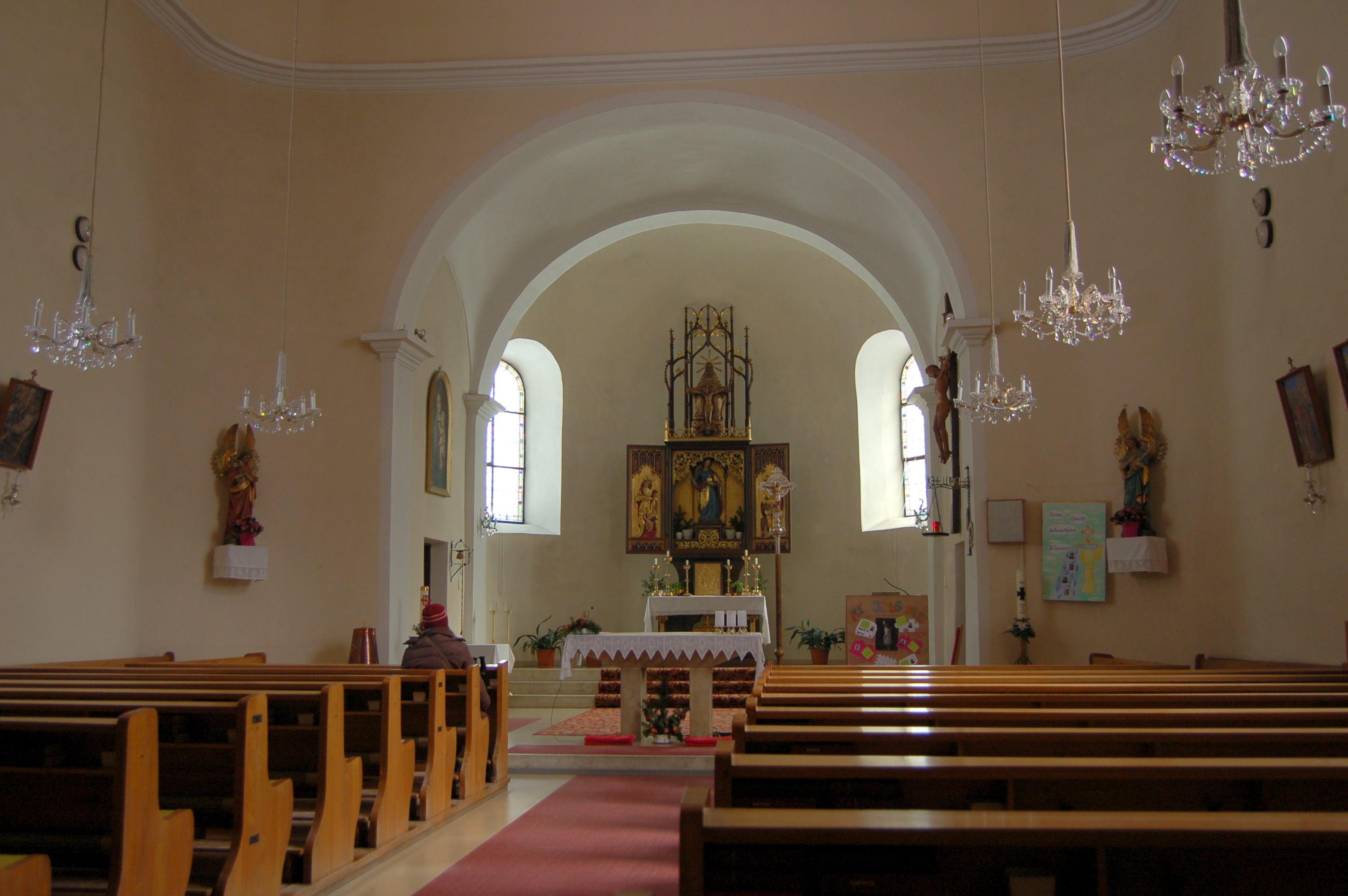
Langhaus, Blick zum Chor

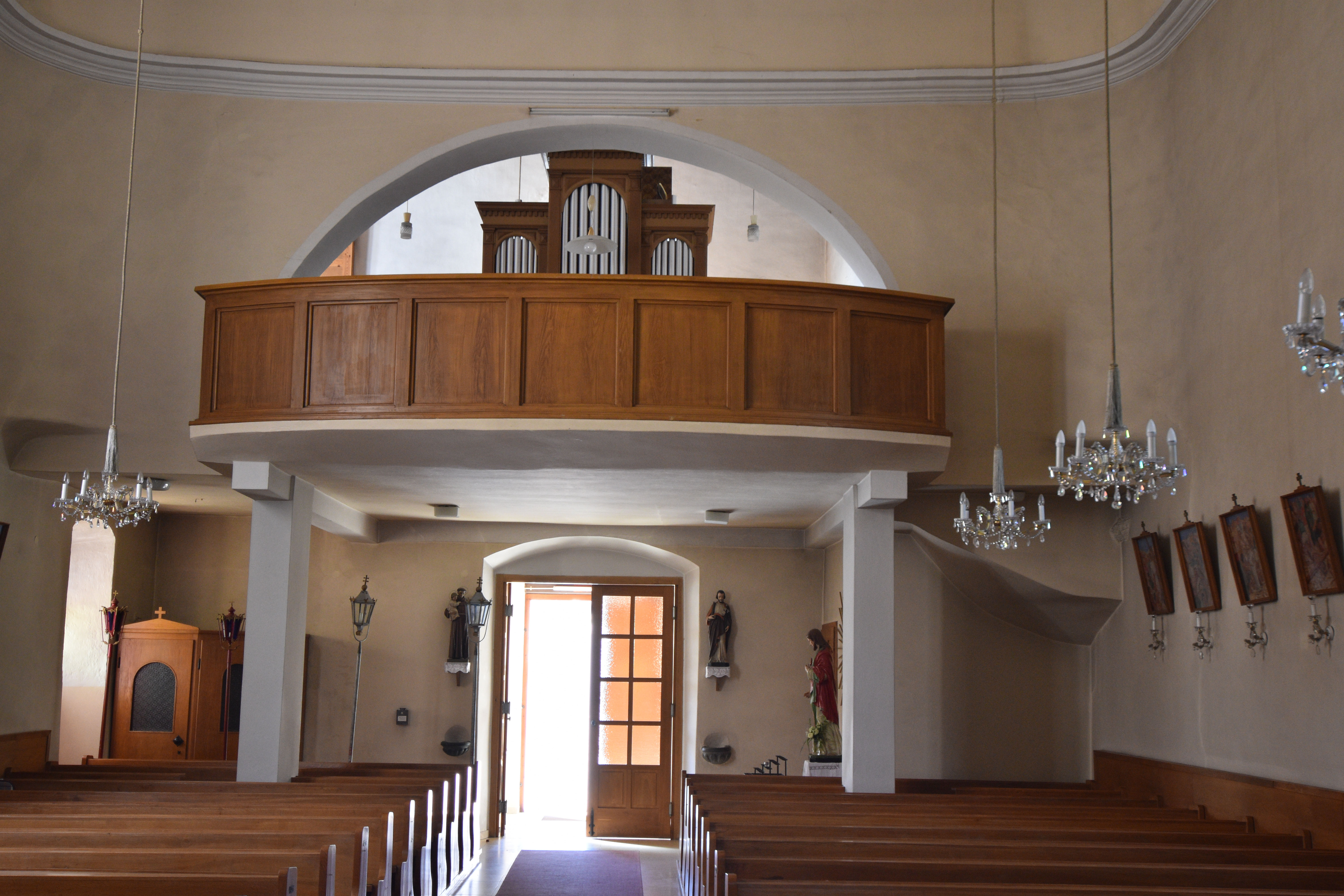
Langhaus, Blick zur Orgelempore

Die römisch-katholische Pfarrkirche Trattenbach steht westlich an der Durchzugsstraße in der Gemeinde Trattenbach im Bezirk Neunkirchen in Niederösterreich. Die dem Patrozinium hl. Dreifaltigkeit unterstellte Pfarrkirche gehört zum Dekanat Kirchberg im Vikariat Unter dem Wienerwald der Erzdiözese Wien. Die Kirche steht unter Denkmalschutz (Listeneintrag).

## Geschichte
Die Kirche wurde 1786 als Filialkirche der Pfarrkirche Kirchberg am Wechsel erbaut und 1805 zur Pfarrkirche erhoben. 1975/1976 erfolgte bedingt durch eine Verbreiterung der Straße eine Verkleinerung der südlichen Sakristei und der Anbau einer neuen Sakristei im Norden, 1980 wurde dieser Zubau mit einer Werktagskapelle und einer Aufbahrungshalle erweitert.

## Architektur
Der schlichte spätbarocke und spätklassizistische Saalbau mit einem halbrund schließenden Chor trägt einen Giebelreiter.
Das Kirchenäußere zeigt Fassaden mit kräftiger Putzbandgliederung und großen Rundbogenfenstern. Die Westfront zeigt einen Dreieckgiebel, die Mittelachse mit Putzbänder risalitartig betont, das Hauptportal steht unter einer kleinen Vorhalle aus 1960, darüber befindet sich ein Rundbogenfenster. Der Giebelreiter mit rundbogigen Schallfenster trägt eine Glockenhaube. Der segmentbogig schließende stark eingezogene Chor hat Rundbogenfenster. Die ursprünglich südlich am Chor stehende Sakristei steht verkleinert unter einem Pultdach, nordseitig am Langhaus stehen eingeschoßige Zubauten einer Werktagskapelle und Sakristei, über eine vorgelagerte offene Vorhalle mit einer Aufbahrungshalle im Norden verbunden.
Das Kircheninnere zeigt das Langhaus unter einer Spiegeldecke, die dreiachsige Westempore steht auf Rechteckstützen, die Empore ist im oberen Bereich seitlich wandhaft geschlossen und hat mittig eine weite Segmentbogenöffnung mit einem balkonartigen Vorbau. Der segmentbogige Triumphbogen ist stark eingezogen. Der einjochige Chor ist platzlgewölbt.
Die Glasmalereien der Heiligen Notburga und Isidor schuf die Tiroler Glasmanufaktur um 1930, die Heiliggeisttaube entstand 1967.

## Ausstattung
Der Hochaltar als neugotisches dreiteiliges Retabel zeigt die Reliefs Madonna flankiert von den Heiligen Martin und Florian und im Aufsatz ein Gnadenstuhl, alle vom Bildhauer Johann Milchrahm 1970/1980.
Die Kreuzwegbilder entstanden um 1940.
Die Orgel wurde aus 1782 aufgelassenen Wolfgangskirche in Kirchberg am Wechsel 1786 hierher übertragen. Die derzeitige Orgel aus 1890 mit 8 Registern stammt von Eduard Kanitsch/Wiener Neustadt.
Eine Glocke entstand um 1400.